# Boris Becker (Fotograf)
Boris Becker (* 12. Mai 1961 in Köln) ist ein deutscher Fotograf, Filmemacher und ehemaliger Verleger. Motive seiner Arbeiten sind meist Konstruktionen und Details aus Architekturen und Landschaften.

## Leben
Becker, Sohn des Schriftstellers Jürgen Becker, studierte 1982 bis 1984 an der Hochschule der Künste Berlin bei Wolfgang Ramsbott und 1984 bis 1990 an der Kunstakademie Düsseldorf bei Bernd Becher, dort zuletzt als Meisterschüler. Becker wird mit seinem Werk zur Düsseldorfer Photoschule gezählt. Für 1997/98 wurde ihm ein Stipendium in der Villa Massimo in Rom zuerkannt.
2010/11 übernahm er eine Vertretungsprofessur an der Kunsthochschule für Medien Köln. Zusammen mit seiner Frau gründete er in der Kölner Innenstadt seine eigene Galerie Sprungturm. raum für kunst mode buch design film. 2019 erhielt Becker den Kunstpreis der Künstler zur „Die Grosse“, die im Juni im Kunstpalast stattfand. Becker lebt und arbeitet in Köln. Er konzentriert sich seit seinem Studium auf die fotografische Dokumentation der Architektur von Hochbunkern und hat bis 2021 mehr als 700 dieser Bauwerke fotografiert. Zu Bunkerphotographien von Boris Becker schrieb Marcel Beyer das Gedicht Die Bunkerkönigin.

## Ausstellungen (Auswahl)
- 2020: Stiftung Saarländischer Kulturbesitz: Boris Becker - Hochbunker - Photographien von Architekturen und Artefakten.
- 2019: Marburger Kunstverein: Boris Becker – Fotografie
- 2016: LVR-LandesMuseum Bonn: Boris Becker – Staged Confusion
- 2014: Wallraf-Richartz-Museum, Köln: Die Kathedrale
- 2010: Fotomuseum, Antwerpen: Boris Becker Photographien 1984 - 2009 (Einzelausstellung)
- 2009: SK Stiftung Kultur, Köln: Boris Becker (Einzelausstellung)
- 2009: Neues Museum Weserburg Bremen, Köln: Noble Gäste – Meisterwerke der Kunsthalle Bremen
- 2008: Galerie Heinz Holtmann, Köln: Neue Bauten (Einzelausstellung)
- 2008: Galerie Heinz Holtmann, Köln: Positionen der Fotografie Heute II
- 2008: Neues Kunsthaus Ahrenshoop: Das Ding im Raum
- 2007: Kunst- und Ausstellungshalle der Bundesrepublik Deutschland, Bonn: Stille Flucht (Einzelausstellung)
- 2007: Lehmbruck-Museum, Duisburg: Leerräume des Erzählens
- 2006: Galerie Heinz Holtmann, Köln: Artefakte (Einzelausstellung)
- 2006: Kunsthalle Recklinghausen: Positionen zeitgenössischer Fotografie
- 2006: Ferenbalm-Gurbrü Station, Karlsruhe: Slices of Life
- 2006: Ludwig Forum für Internationale Kunst, Aachen: Auswahl 4 – Wohin fahren wir eigentlich?
- 2005: Wilhelm-Hack-Museum Ludwigshafen: architektur mobil
- 2004: European Kunsthalle, Köln: Für die Konstruktion des Unmöglichen
- 2004: Kunsthalle Nürnberg: Yet Untitled
- 2004: Det Nationale Fotomuseum, Kopenhagen: Yet Untitled
- 2003: ftc. fiedler taubert contemporary, Berlin: New Order
- 2002: Städtische Galerie Erlangen: In Szene gesetzt: Architektur in der Fotografie der Gegenwart
- 2002: Kunsthalle in Emden: Zwischen Schönheit und Sachlichkeit
- 2001: Städtische Galerie Wolfsburg: Claims and Constructions (Einzelausstellung)
- 2001: Kunsthalle Dominikanerkirche, Osnabrück: Zeitgeist auf vier Rädern
- 2001: Fotomuseum Winterthur: Trade – Waren, Wege und Werte im Welthandel heute
- 2000: Kunsthalle Vierseithof, Luckenwalde: Areale (Einzelausstellung)
- 2000: Kunsthalle Bremen: Times are changing – Auf dem Wege! Aus dem 20. Jahrhundert!
- 1999: fiedler contemporary, Köln: Ausstellung zur Architektur – Neues Sehen/Neues Bauen
- 1999: Städtische Galerie Wolfsburg: Positionen der 90er Jahre
- 1999: Kunstraum Innsbruck: Insight Out – Landschaft und Interieur als Themen zeitgenössischer Photographie
- 1998: Kunstmuseum Bonn: Territorien (Einzelausstellung)
- 1998: Josef-Haubrich-Kunsthalle, Köln: Köln Kunst 5
- 1997: Kunsthalle Bremerhaven: Boris Becker (Einzelausstellung)
- 1991: Kunsthalle Düsseldorf: Dreizehn Gebote 1-4
- 1990: Victoria Miro Gallery, London: Local Detail

## Publikationen
- Jürgen Becker New York 1972 Fotografien. Sprungturm Verlag, Köln, ISBN 978-3-9815061-2-9.
- Ferdinand Ullrich, Boris Becker: Artefakte. Kunsthalle Recklinghausen 2006, ISBN 978-3-939753-05-6.
- Achim Sommer, Boris Becker: Zwischen Schönheit und Sachlichkeit. Ed. Braus Heidelberg 2002, ISBN 3-89904-005-8.
- Britta E. Buhlmann, Boris Becker: Claims and constructions. Pfalzgalerie Kaiserslautern 2000, ISBN 3-89422-107-0.
- Brücken. Von der Maas bis an die Oder. Verlag der Buchhandlung Walther und Franz König 2021.

### DVDs
- baddoginapark.com, Buch und Regie Christoph Gottwald; Ton, Regieassistenz und Kamera Boris Becker, Sprungturm Verlag Köln, ISBN 978-3-9815061-3-6.